# 창춘 영화제
창춘 영화제(长春电影节)는 중국 창춘에서 격년으로 8월에 개최되는 영화제이다. 1992년 처음 시작되었다.